# Quận Sumter, South Carolina
Quận Sumter là một quận trong bang Nam Carolina. Quận lỵ đóng ở Sumter.6 Theo điều tra dân số năm 2000, quận có dân số 104.646 người. Năm 2005, Cục điềuU.S. Census Bureau dân số đã đạt 105.517 người,

## Địa lý
Theo Cục điều tra dân số Hoa Kỳ, quận có tổng diện tích 682 square miles (1.766 km²), trong đó, 665 dặm Anh vuông (1.723 km²) là diện tích đất và 17 dặm Anh vuông (43 km²) trong tổng diện tích (2,44%) là diện tích mặt nước.

### Các quận giáp ranh
- Quận Lee, Nam Carolina - Bắc
- Quận Florence, Nam Carolina - Đông bắc
- Quận Clarendon, Nam Carolina - Nam
- Quận Calhoun, Nam Carolina - Tây nam
- Quận Richland, Nam Carolina - Tây
- Quận Kershaw, Nam Carolina - Tây bắc

## Thông tin nhân khẩu
Theo cuộc điều tra dân số2 tiến hành năm 2000, quận này có dân số 104.646 người, 37.728 hộ, và 27.616 gia đình sinh sống trong quận này. Mật độ dân số là 157 người trên mỗi dặm Anh vuông (61/km²). Đã có 41.751 đơn vị nhà ở với một mật độ bình quân là 63 trên mỗi dặm Anh vuông (24/km²). Cơ cấu chủng tộc của dân cư sinh sống tại quận này gồm 70,13% người da trắng, 26,68% người da đen hoặc người Mỹ gốc Phi, 0,27% người thổ dân châu Mỹ, 0,90% người gốc châu Á, 0,06% người các đảo Thái Bình Dương, 0,80% từ các chủng tộc khác, và 1,16% từ hai hay nhiều chủng tộc. 1,83% dân số là người Hispanic hoặc người Latin thuộc bất cứ chủng tộc nào.
Có 37.728 hộ trong đó có 36,50% có con cái dưới tuổi 18 sống chung với họ, 50,20% là những cặp kết hôn sinh sống với nhau, 18,30% có một chủ hộ là nữ không có chồng sống cùng, và 26,80% là không gia đình. 23,20% trong tất cả các hộ gồm các cá nhân và 8,50% có người sinh sống một mình và có độ tuổi 65 tuổi hay già hơn. Quy mô trung bình của hộ là 2,68 còn quy mô trung bình của gia đình là 3,17,
Cơ cấu độ tuổi dân cư quận này như sau 28,10% dưới độ tuổi 18, 10,50% từ 18 đến 24, 29,40% từ 25 đến 44, 20,70% từ 45 đến 64, và 11,20% người có độ tuổi 65 tuổi hay già hơn. Độ tuổi trung bình là 33 tuổi. Cứ mỗi 100 nữ giới thì có 93,90 nam giới. Cứ mỗi 100 nữ giới có độ tuổi 18 và lớn hơn thì, có 90,20 nam giới.
Thu nhập bình quân của một hộ ở quận này là $33.278, và thu nhập bình quân của một gia đình ở quận này là $38.970, Nam giới có thu nhập bình quân $28.083 so với mức thu nhập $21.162 đối với nữ giới. Thu nhập bình quân đầu người của quận là $15.657, Khoảng 13,10% gia đình và 16,20% dân số sống dưới ngưỡng nghèo, bao gồm 21,60% những người có độ tuổi 18 và 17,40% là những người 65 tuổi hoặc già hơn.

## Thành phố và thị xã
- Cane Savannah
- Cherryvale
- Dalzell
- East Sumter
- Horatio
- Lakewood
- Mayesville
- Millwood
- Mulberry
- Oakland
- Oswego
- Pinewood
- Privateer
- Rembert
- Shiloh
- South Sumter
- Stateburg
- Sumter
- Wedgefield
- Wedgewood